# Гейгер, Филипп
Филипп Лоренц Гейгер (нем. Philipp Lorenz Geiger; 29 августа 1785, Фрайнсхайм, Бад-Дюркхайм — 19 января 1836, Гейдельберг) — немецкий химик, фармацевт. С 1824 года и до своей смерти был профессором в Гейдельбергском университете и считается первооткрывателем ряда растительных алкалоидов.

## Биография
Филипп Лоренц Гейгер родился в 1785 году во Фрайнсхайме в семье священника, в 14 лет стал учеником аптекаря в Адельсхайме и Гейдельберге. Впоследствии работал аптекарем, в частности, в Карлсруэ, где в 1807 году сдал фармацевтический экзамен, а также в Раштатте и Леррахе. Уже имея собственную аптеку в Леррахе, он с 1814 по 1821 г. был владельцем аптеки Гейдельбергского университета, где с 1816 года давал частные уроки по ботанике, фармакогнозии и фармацевтической химии.
После обучения в Базеле, Карлсруэ и Гейдельберге, которое он завершил в 1817 году со степенью доктора философии и медицины, работал преподавателем после хабилитации в 1818 году, а с 1824 года и до своей смерти — доцентом химии и фармации в Гейдельбергском университете. Это назначение было сделано вопреки воле Леопольда Гмелина, который занимал в Гейдельберге должность полного профессора химии.
Был женат дважды. От второго брака у него было двое сыновей и четыре дочери. Умер в Гейдельберге в 1836 году. Одна из его дочерей вышла замуж за химика Карла Людвига Реймана.

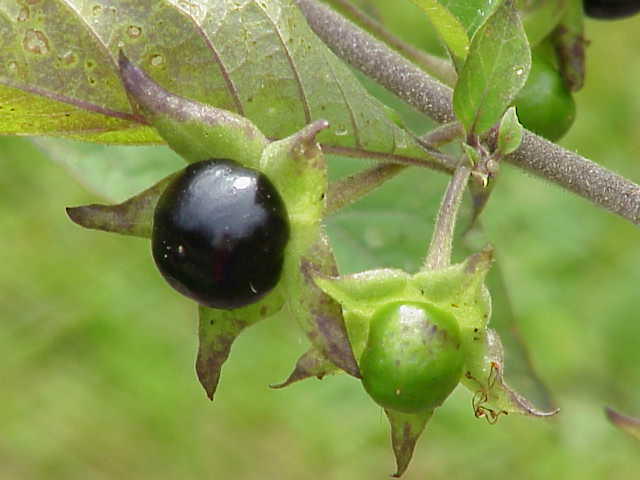
Гейгер извлек атропин из ядовитых ягод белладоны (Atropa belladonna).

Филипп Гейгер, помимо многих других областей фармации, посвятил себя, в частности, фитохимическому анализу и считается первооткрывателем кониина (1831), а также, совместно с Людвигом Гессе, сооткрывателем атропина, колхицина, гиосциамина и аконитина.
Его важнейшим трудом стал «Справочник по фармации», впервые опубликованный в 1824 году и неоднократно переиздававшийся, который после его смерти перерабатывали и редактировали Юстус фон Либиг, Теодор Фридрих Людвиг Нес фон Эзенбек, Людвиг Кламор Маркварт и Иоганн Генрих Дирбах (1788—1845).
В 1824 году стал редактором «Magazin für Pharmacie und die dahin einschlagenden Wissenschaften», который с 1832 г. в качестве приложения «Журнала фармации и экспериментальной критики» вошел в «Annalen der Pharmacie» Юстуса фон Либига. Его работа над фармакопеей под названием «Pharmacopoea universalis», начатая в 1835 году и продолженная Карлом Фридрихом Мором, осталась незавершенной.
В 1828 году Марбургский университет присвоил ему звание почётного доктора.